# 파레토 분포
통계학에서 파레토 분포(Pareto分布, 영어: Pareto distribution)는 사회과학에서 널리 볼 수 있는 확률분포이다.

## 정의
파레토 분포는 다음 성질을 만족시키는 확률변수 {\displaystyle X}가 따르는 확률분포이다.
{\displaystyle \Pr(X>x)={\begin{cases}\left({\frac {x_{\mathrm {m} }}{x}}\right)^{\alpha }&x\geq x_{\mathrm {m} },\\1&x<x_{\mathrm {m} }\end{cases}}}
즉, 파레토 분포는 두 개의 매개변수 {\displaystyle x_{\text{m}},\alpha }를 가진다. {\displaystyle x_{m}>0}은 {\displaystyle X}의 최솟값이고, {\displaystyle \alpha >0}은 파레토 지표라는 매개변수이다. {\displaystyle \alpha }가 더 크다면 이 분포는 더 큰 불평등을 나타낸다. 즉, {\displaystyle \alpha }가 0에 가까울 수록 더 균등분포에 가깝고, 반대로 {\displaystyle \alpha }가 더 클 수록 디랙 델타 함수에 가까워진다.

## 응용
빌프레도 파레토는 파레토 분포를 사회에서 부의 분포를 나타내기 위해 사용하였다. 사회에서는 부의 불공평한 분포로 인해 대부분의 부가 소수에 의해 소유되는데 (파레토 법칙), 파레토 분포는 이를 효과적으로 나타낸다.

## 같이 보기
- 파레토 최적